# Виноградне (Дніпровський район)
Виногра́дне — село в Україні, у Чумаківській сільській громаді Дніпровського району Дніпропетровської області. Населення за переписом 2001 року становить 12 осіб.

## Географія
Село Виноградне розміщене на відстані 1 км від села Калинове.

## Історія
1989 року за переписом тут проживало приблизно 30 осіб.

## Населення

### Мова
Розподіл населення за рідною мовою за даними перепису 2001 року:
| Мова       | Відсоток |
| ---------- | -------- |
| українська | 83,3 %   |
| російська  | 16,7 %   |